# In un altro paese
In un altro paese è un documentario del 2005 diretto da Marco Turco.
Il film narra, attraverso testimonianze ed immagini di repertorio, la vicenda umana e professionale dei magistrati Giovanni Falcone e Paolo Borsellino, che si intreccia con la storia di Cosa nostra e i suoi rapporti con la politica, dagli anni settanta del XX secolo ai giorni nostri.